# Stef Van Zummeren
Stef Van Zummeren (Turnhout, 20 de diciembre de 1991) es un ciclista belga. 

## Palmarés
2015
- Circuito de Valonia[1]